# Roodhouse
Roodhouse – miasto w Stanach Zjednoczonych, w stanie Illinois, w hrabstwie Greene. Według spisu z 2000 miasto zamieszkuje 2214 osób. W 2023 liczba mieszkańców spadła do 1516 osób, a gęstość zaludnienia poniżej 523 osób/km².

## Geografia
Miasto zajmuje powierzchnię 2,9 km², całą powierzchnię stanowi ląd.

## Demografia
Według spisu z 2000 roku miasto zamieszkuje 2214 osób skupionych w 829 gospodarstwach domowych, tworzących 562 rodzin. Gęstość zaludnienia wynosi 756,5 osoby/km². W mieście znajdują się 919 budynki mieszkalne, a ich gęstość występowania wynosi 314 mieszkania/km². Miasto zamieszkuje 94,17% ludności białej, 4,52% Afroamerykanów, 0,09% rdzennych Amerykanów, 0,09% Azjatów, 0,41% ludności innej rasy i 0,72% ludności wywodzącej się z dwóch lub więcej ras. Hiszpanie lub Latynosi stanowią 0,63% populacji.
W mieście są 829 gospodarstwa domowe, w których 33,8% stanowią dzieci poniżej 18 roku życia żyjących z rodzicami, 47,9% stanowią małżeństwa, 12,9% stanowią kobiety nie posiadające męża oraz 32,1% stanowią osoby samotne. 27,5% wszystkich gospodarstw domowych składa się z jednej osoby oraz 14% żyjących samotnie ma powyżej 65 roku życia. Średnia wielkość gospodarstwa domowego wynosi 2,49 osoby, natomiast rodziny 3,01 osoby.
Przedział wiekowy kształtuje się następująco: 26,2% stanowią osoby poniżej 18 roku życia, 14,5% stanowią osoby pomiędzy 18 a 24 rokiem życia, 26,5% stanowią osoby pomiędzy 25 a 44 rokiem życia, 18,7% stanowią osoby pomiędzy 45 a 64 rokiem życia oraz 14,1% stanowią osoby powyżej 65 roku życia. Średni wiek wynosi 32 lata. Na każde 100 kobiet przypada 103,7 mężczyzn. Na każde 100 kobiet powyżej 18 roku życia przypada 107,6 mężczyzn.
Średni dochód dla gospodarstwa domowego wynosi 28 109 dolarów, a dla rodziny wynosi 33 889 dolarów. Dochody mężczyzn wynoszą średnio 27 292 dolarów, a kobiet 20 500 dolarów. Średni dochód na osobę w mieście wynosi 12 281 dolarów. Około 14,2% rodzin i 16,8% populacji miasta żyje poniżej minimum socjalnego, z czego 20,3% jest poniżej 18 roku życia i 11,6% powyżej 65 roku życia.